# Кивокурцев, Олег Алексеевич
Оле́г Алексе́евич Кивоку́рцев (род. 15 марта 1991 года, Пермь, Россия) — российский предприниматель, менеджер и общественный деятель. Сооснователь и совладелец робототехнической компании Promobot. Участник списка Forbes 30 Under 30 в 2016 и 2019 годах, обладатель звания «Молодой лидер экономики» по версии «Choiseul 100 Россия», один из 14 ведущих инноваторов России по версии администрации президента.

## Биография
Олег Кивокурцев родился 15 марта 1991 года в Перми. Первую прибыль получил в 1998 году, работая в типографии своей тёти сгибальщиком конвертов.
В 2002 году Олег Кивокурцев начинает занятия картингом в пермском Клубе юных техников, где изучает механизмы и получает разряд КМС по автомобильному спорту. В 15 лет достиг звания чемпиона Пермского края по картингу и был удостоен стипендии губернатора.
В 2012 году, будучи студентом Пермского политехнического университета, Олег Кивокурцев увлекается робототехникой, создаёт проект роботизированного устройства для нанесения дорожной разметки и шумо-виброполосы и получает соответствующий патент.
В 2013 году окончил Пермский национальный исследовательский политехнический университет, уже будучи предпринимателем. В то время у него был бизнес по перепродаже пермским ресторанам закупленного в Москве чая и успешный опыт работы рантье, в рамках которого предприниматель сдавал квартиры и базу отдыха «Политехник» в субаренду.
В том же 2013 году Олег Кивокурцев, студент Пермского политехнического университета Максим Утев и аспирант электротехнического факультета того же учреждения Игорь Еремеев создали робота-снегоуборщика. В дальнейшем робота приобрел покупатель из Чехии за $3000.

Игорь Еремеев отлично владел знаниями в области программирования и электроники, Максим Утев был самым талантливым конструктором на курсе, я мог хорошо продвигать и продавать товар.— Олег Кивокурцев

Офис Promobot в Перми (2021 год)

Вскоре после первой сделки к проекту подключился серийный предприниматель и бизнес-ангел Алексей Южаков, который вложил в проект $10 000. Он предложил Кивокурцеву, Еремееву и Утеву переориентироваться на создание робота-помощника, который бы самостоятельно передвигался, распознавал лица и речь в сложных условиях, общался с людьми на любые темы, отвечал на вопросы о товаре или компании, хорошо ориентировался в пространстве и транслировал на встроенном экране промоматериалы.
Инженеры сняли гараж на окраине Перми. «Это было непохоже на гараж в Пало-Альто, где Стив Джобс собирал первый персональный компьютер: у нас текла крыша, и мы топили печку-буржуйку дровами», — вспоминает Олег Кивокурцев. Здесь из заказанных в Китае и купленных на металлорынке запчастей они собрали первого промобота и разработали систему распознавания лиц и лингвистическую базу на основе открытых кодов. В течение трех месяцев предприниматели получили еще 10 заказов от торговых сетей, что принесло им $100 000. Южаков выходил на корпорации, а Кивокурцев работал с малым бизнесом. Первый прототип робота Promobot был создан за 4 месяца.

«Роботы — это символ инноваций. Сложно людям понимать про мобильные приложения, сложно въехать, что такое блокчейн, Big Data, Machine Learning. А робот — это понятно, люди всех возрастов на него смотрят и понимают, что робот может и умеет»— Олег Кивокурцев

## Критика
В 2016 и в 2019 годах Олег Кивокурцев входит в список Forbes 30 Under 30 как один из самых перспективных предпринимателей в возрасте до 30 лет.
В 2020 году Олег Кивокурцев становится обладателем звания «Молодой лидер экономики» по версии «Choiseul 100 Россия». В этом же году Владимир Путин в интервью ТАСС провел параллель между Илоном Маском и предпринимателем Евгением Касперским, после чего радиостанция «Коммерсантъ FM» попросила администрацию президента расширить этот список. В перечень из 14 персон вошёл и Олег Кивокурцев.

## Состояние
Компания Promobot оценивается в 2 млрд рублей, при этом доля Олега Кивокурцева в компании составляет порядка 6 %.

## Общественная жизнь
В 2017 году Олег Кивокурцев вошёл в число 116 мировых экспертов в области робототехники и технологий искусственного интеллекта, направивших в ООН письмо с призывом ввести международный запрет на автономные системы летального оружия, также известные как «роботы-убийцы».
В 2019 году Олег Кивокурцев был предложен губернатором Пермского края к включению в состав Общественной палаты V состава как представитель IT-сектора. В 2021 году Кивокурцев подал заявление о выходе из состава Общественной палаты.

## Личная жизнь
В соответствии с записями в социальных сетях, Олег Кивокурцев женат, у него есть сын Данила 2019 года рождения, однако в интервью средствам массовой информации предприниматель никогда не говорил об этом. «Слава — мне совершенно нет до этого дела, единственная цель большого внимания — это финансовая сторона компании. И я во всех новостях выступаю именно за компанию, за себя вообще практически стараюсь не говорить», — заявляет Олег Кивокурцев.
Некоторое время жил в США.